# Euryattus bleekeri
Euryattus bleekeri är en spindelart som först beskrevs av Carl Ludwig Doleschall 1859.  Euryattus bleekeri ingår i släktet Euryattus och familjen hoppspindlar. Inga underarter finns listade i Catalogue of Life.